# 薛迴
薛迴（？—？），一作回，字道弘，河东郡汾阴县（今山西省运城市万荣县）人，北周、隋朝官员。

## 生平
薛迴在北周历任使持节、仪同、直后、司水大夫、骠骑开府、扶州刺史、扶州总管、泾州总管，获赐姓侯莫陈氏。建德四年七月丁丑（575年8月16日），北周出兵征讨北齐，随国公杨坚和薛迴率领水军三万人从渭水进入黄河。隋朝开皇初年，薛迴出任大将军，封舞阴郡开国公，兼领漕渠监，因为年老退休，在家中去世。

## 家庭

### 父亲
- 薛宁，北魏尚书郎、游击将军、别部都将、燉煌郡太守[5]

### 儿子
- 薛贵珍，第四子，隋朝上开府、建兴县开国公[5]
- 薛世雄，隋朝左御卫大将军、涿郡留守、长江县公